# Artena
Artena é uma comuna italiana da região do Lácio, província de Roma, com cerca de 10.476 habitantes. Estende-se por uma área de 54 km², tendo uma densidade populacional de 194 hab/km². Faz fronteira com Cisterna di Latina (LT), Colleferro, Cori (LT), Lariano, Palestrina, Rocca di Papa, Rocca Massima (LT), Rocca Priora, Segni, Valmontone, Velletri.

## Demografia
| Variação demográfica do município entre 1861 e 2011                               |
|                                                                                   |
| Fonte: Istituto Nazionale di Statistica (ISTAT) - Elaboração gráfica da Wikipedia |